# Nematopsis dorippe
Nematopsis dorippe is een soort in de taxonomische indeling van de Myzozoa, een stam van microscopische parasitaire dieren. Het organisme komt uit het geslacht Nematopsis en behoort tot de familie Porosporidae. Nematopsis dorippe werd in 1953 ontdekt door Bogolepova.